# J-Min
Oh Ji Min  (em coreano:  제이민, nascida em 27 de maio de 1988), mais conhecida como J-Min, é uma cantora, compositora, atriz e modelo sul-coreana da S.M. Entertainment. Ela atualmente possui um contrato com a gravadora japonesa EMI Records, que é uma divisão da Universal Music Group. J-Min é fluente em coreano, japonês e inglês.

## Carreira

### 2007–2009: Estreia
J-Min estreou com mini-álbum intitulado Korogaru Ringo em 12 de setembro de 2007.
Em 16 de janeiro de 2008 foi lançado o segundo mini-álbum japonês de J-Min, Dream On... Seguidamente, o álbum japonês The Singer de covers foi lançado em 19 de novembro.
J-Min lançou seu single japonês Change/One em 27 de maio de 2009. Foi o seu último lançamento sob a Avex Trax.

### 2012–2013:If You WanteHeart Theater
J-Min lançou trilhas sonoras para diversos dramas em 2012. Ela liberou a primeira trilha sonora titulada Hello, Love para o drama da KBS2 Wild Romance em 30 de janeiro. A segunda trilha sonora titulada 시공 천 애 foi a lançado para o drama da MBC God of War em 13 de abril. A terceira trilha sonora titulada I Can't Say It foi lançado para o drama da MBC The King 2 Hearts em 27 de abril. A quarta trilha sonora titulada Story foi a lançada para o drama da KBS2 Sent from Heaven em 2 de julho. A quinta trilha sonora titulada Stand Up foi lançada para o drama da SBS para To the Beautiful You em 15 de agosto. Sua última participação com trilha sonora em 2012 é titulada Beautiful Days e foi lançado para School 2013, drama da KBS2.
Em junho de 2012, J-Min estrelou o musical Jack the Ripper (Jack, o Estripador) como a personagem Gloria. O musical foi apresentado de 1 de junho a 17 de agosto no Chungmu Art Hall, em Seul.
O contrato de J-Min expirou com Avex Trax depois que ela assinou com a EMI Records para sua promoção no Japão e lançamento de seu novo single If You Want em 21 de novembro de 2012 sob a gravadora. Seguidamente, lançou Heart Theater em 13 de março de 2013.
Em fevereiro de 2013, J-Min estrelou o musical The Three Musketeer (Os Três Mosqueteiros) como a personagem Constance. O musical foi apresentado de 20 de fevereiro a 21 de abril no Chungmu Art Hall, em Seul.

### 2014-2015:Cross The Bordere estreia sul-coreana
O álbum japonês da J-Min Cross the Border foi lançado em 21 de janeiro de 2014, com a faixa-título Sorry.
A canção Hero foi gravada para o drama da MBC Miss Korea. Em 19 de junho, J-Min performou Hoo na transmissão do M Countdown e fez sua estreia oficial na Coreia do Sul. Seu single de pré-lançamento, Hoo, foi digitalmente lançado em 24 de junho. Hoo. Hoo é uma balada acústica e um re-arranjo de Hero, da trilha sonora do drama Miss Korea.
Em julho de 2014, a SM Entertainment anunciou J-Min iria lançar digitalmente um mini-álbum titulado Shine em 18 de julho e fisicamente em 21 de julho. O vídeo da música Shine tem a participação do Titan e do Hansol do SMRookies.
Em 2015, J-Min interpretou a personagem Vanessa no musical In The Heights. Ela alternou o papel com a atriz Oh Soyeon. O musical foi produzido pela SM C&C, uma subsidiária da S.M. Entertainment, e ocorreu de 4 de setembro à 22 de novembro no Blue Square.[5] Em dezembro de 2015, J-Min confirmou que atuará como Yitzhak no musical Hedwig: New Makeup. O musical foi executado de 1 de março à 29 de maio de 2016 no Hongik University Art Center.[6]

### 2016–presente: Ready For Your Love
Em 5 de agosto de 2016, S.M. Entertainment anunciou que J-Min lançaria seu novo single digital em 9 de agosto. O single consiste da faixa título Ready For Your Love e da versão coreana de Song On My Guitar, um single de seu primeiro álbum japonês. Em 15 de outubro, J-Min foi confirmada para se tornar apresentadora de rádio no Arirang Radio's SoundK para "musictomusic".

## Discografia

### Álbuns de estúdio
- Cross The Border (2014)

### Extended plays (EPs)
- Korogaru Ringo (2007)
- Dream on.. (2008)
- The Singer (2008)
- Shine (2014)

## Filmografia

### Teatro musical
| Ano  | Título               | Papel     |
| ---- | -------------------- | --------- |
| 2012 | Jack, the Ripper     | Gloria    |
| 2013 | The Three Musketeers | Constance |
| 2015 | In the Heights       | Vanessa   |
| 2016 | Hedwig: New Makeup   | Yitzhak   |
| 2016 | All Shook Up         | Natalie   |

## Turnês

### Turnês principais
- 2008~2009 JAPAN Live Concert [J-Min Acoustic Live: The Singer]

### Turnês afiliadas
- SMTown Live '10 World Tour (2010–11)
- SMTown Live World Tour III (2012–13)
- SM Town Live World Tour IV (2014–15)
- SM Town Live World Tour V (2016)
- SM Town Live World Tour VI (2017-18)